# Eusebio Bejarano
Eusebio Bejarano Vilaro (født 6. maj 1948) i Badajoz, Spanien er en spansk tidligere fodboldspiller (forsvarer). Han tilbragte hele sin karriere hos Atlético Madrid, og vandt det spanske mesterskab med klubben tre gange, ligesom det blev til to triumfer i pokalturneringen Copa del Rey.

## Titler
La Liga
- 1970, 1973 og 1977 med Atlético Madrid

Copa del Rey
- 1972 og 1976 med Atlético Madrid

Intercontinental Cup
- 1974 med Atlético Madrid